# Rio Falgu

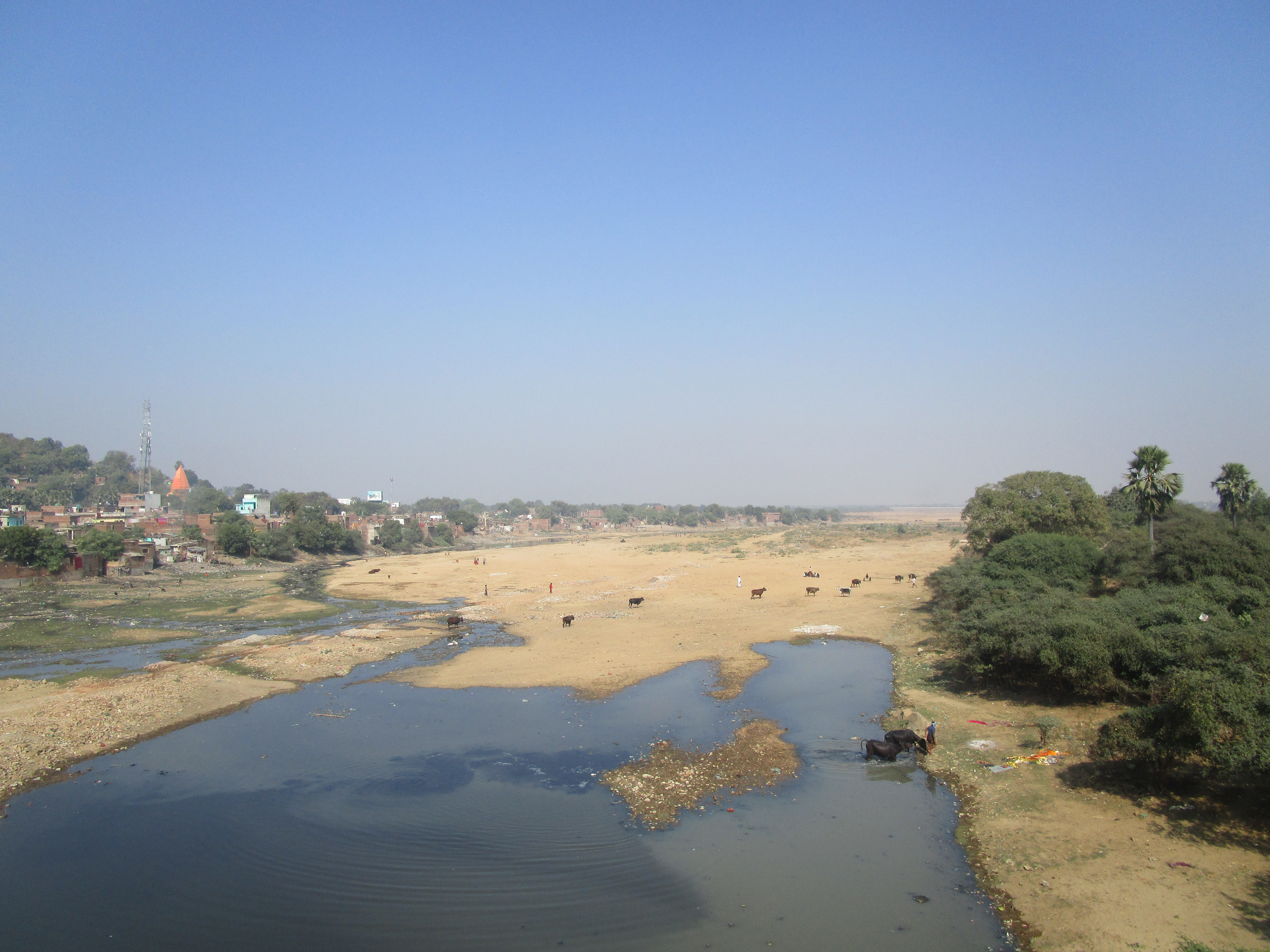
Rio Falgu

O rio Falgu é um dos rios afluentes do rio Ganges, na Índia.
Segundo a lenda, foi onde Siddhartha Gautama foi iluminado debaixo uma figueira, após a sua peregrinação.